# 王家塄乡
王家塄乡是中国陕西省宝鸡市太白县下辖的一个乡。

## 行政区划
王家塄乡下辖以下行政区：
中明村、和平村、板桥村、元坝子村